# The Spy (film 1917 Stanton)
The Spy è un film muto del 1917 diretto da Richard Stanton.

## Trama
Per controbattere alle accuse di scarso patriottismo, Mark Quaintance si arruola nel servizio segreto proprio quando gli Stati Uniti stanno per entrare in guerra con la Germania. Il suo compito sarà quello, molto pericoloso, di recarsi in Europa per mettere le mani sopra la lista degli agenti tedeschi che operano sotto copertura in America. Mark si imbarca su un piroscafo seguito da Greta Glaum. Benché lui lo ignori, la donna gli è stata messa alle costole dai tedeschi per impedire la sua missione. I due, però, ben presto si innamorano e Greta comincia a collaborare con lui. Quando trovano la lista e Mark è sorpreso nell'atto di rubare i documenti, sarà Greta a portarli all'ambasciata americana.
Anche lei viene arrestata. Ambedue sono interrogati e torturati. Alla fine, vengono condannati a morte e, insieme, affrontano il boia.

## Produzione
Il film fu prodotto dalla Fox Film Corporation.

## Distribuzione
Distribuito dalla Fox Film Corporation, uscì nelle sale cinematografiche statunitensi il 27 agosto 1917.